# Les Loups d'Angers
Actualités
Les Loups d'Angers, anciennement appelés la Vaillante Angers Tennis de table, est un club de tennis de table français situé à Angers. Il évolue dans le Championnat de France de Pro A depuis 2001 a décroché son premier titre national en 2021.

## Histoire du club
Fondé en 1973, il compte environ 100 licenciés. Son équipe masculine évolue depuis le printemps 2000 en Pro A avec l'arrivée de son président Gerard Sarazin. Présenté comme le club « phare » du tennis de table en Maine-et-Loire, « La Vaillante » a su se distinguer en remportant l'ETTU Cup (équivalent de la coupe UEFA en football) lors de la saison 2007-2008. En championnat, les angevins échoue en 2006 et en 2008 à la deuxième place. Lors de la saison 2010-2011, le club Angevin décroche pour la première fois de son histoire sa qualification pour les quarts de finale de la Ligue des Champions. Opposés aux belges de Charleroi, quintuples vainqueurs de l'épreuve, les angevins remportent une victoire de prestige à l'aller 3-1, leur donnant de sérieuses chances de qualification pour le dernier carré de la compétition. Les Belges se réveillent au retour à Charleroi et corrigent la Vaillante sur le score de 3-0. Ratant dans les dernières journées sa qualification pour la Ligue des Champions, le club termine sixième et repart en ETTU Cup. 
Le début de saison 2011-2012 est difficile puisqu'à l'issue de la dernière journée de l'année civile, les angevins n'ont toujours pas remporté la moindre rencontre mais se rattrapent en ETTU Cup en se qualifiant pour les quarts de finale où ils sont opposés à Ochsenhausen. Après avoir battu ces derniers, ils éliminent un autre club français, le SAG Cestas dont c'est la dernière année dans l'élite, en demi-finale. Ils affronteront en finale le Borussia Düsseldorf, et son impressionnante équipe composée des Allemands Timo Boll (no 6 mondial), Patrick Baum (no 18 mondial) et Christian Süss (no 49 mondial). Ils ne font pas le poids et s'inclinent contre les Allemands.
Le club franchit un palier européen lors de la saison 2013-2014. La Vaillante signe un exploit en battant sèchement le SVS Niederosterreich en Autriche 3-0 au retour après avoir été défait à l'aller 3-1 en France. Les angevins entrent dans l'histoire de la Ligue des Champions pour affronter l'AS Pontoise-Cergy lors d'une demi-finale 100 % française avec à la clé une place en Finale de la Ligue des Champions pour l'une des deux équipes pour la première fois de leurs histoires.
En 2017, La Vaillante affronte les voisins de La Romagne en Coupe ETTU pour la première finale européenne 100% départementale du sport français, la troisième 100% française après le Montpellier-Nevers de 2001 et le Chartres-Levallois de 2011. Les angevins s'inclinent pour la deuxième fois en finale de la Coupe d'Europe. L'année suivante, ils échouent à nouveau contre les romagnons pour le gain du championnat de France cette fois-ci.

### Les Loups d'Angers (depuis 2019)
En 2019, le club fraîchement renommé Les Loups d'Angers, est exclu de l'ETTU Cup pour avoir volontairement laisser « filer » un match de Ligue des champions contre l'équipe Espagnole de Leka Enea, justement pour intégrer la première compétition nommée.
Lors de la saison 2020-2021, le club angevin remporte son premier titre de Champion de France de Pro A, 20 ans après son arrivée dans l'élite. C'est le deuxième trophée majeur du club, treize ans après la victoire dans la Coupe ETTU. La saison suivante, le club conserve son titre à la surprise générale à la dernière journée grâce à la victoire angevine sur Saint-Denis tandis que Caen devait prendre deux parties à la Romagne, ce qu'ils ont échoué en s'inclinant 3-1 à domicile.

## Saison 2018-2019
| - Jon Persson : no 50 mondial - Jens Lundqvist : no 57 mondial - Andréa Landrieu: no 259 mondial - ? : no 100 - David Pilard France (coach) - Éric Gautret France (responsable technique) - Gérard Sarazin France (président) |

## Saison 2017-2018

### Joueurs
- Jon Persson : no 104 mondial
- Jens Lundqvist : no 118 mondial
- Thiago Monteiro : no 151 mondial
- Andréa Landrieu : no 160 mondial

## Bilan par saison
| Saison    | Championnat   | Classement    | Pts | J  | V  | N  | D  | Pp | Pc | Diff | Parcours en Coupe d'Europe                       |
| --------- | ------------- | ------------- | --- | -- | -- | -- | -- | -- | -- | ---- | ------------------------------------------------ |
| 2017-2018 | Pro A         | Vice-champion | 44  | 18 | 12 | 6  | 0  | 44 | 30 | +14  | Demi-finaliste de l'ETTU Cup                     |
| 2016-2017 | Pro A         | 9e            | 30  | 18 | 8  | 10 | 0  | 30 | 39 | -9   | Reversé de LDC, Finaliste de l'ETTU Cup          |
| 2015-2016 | Pro A         | 3e            | 40  | 18 | 8  | 6  | 4  | 55 | 45 | +10  | Reversé de LDC, Demi-finaliste de l'ETTU Cup     |
| 2014-2015 | Pro A         | 4e            | 39  | 18 | 9  | 3  | 6  | 51 | 40 | +11  | Reversé de LDC, Demi-finaliste de l'ETTU Cup     |
| 2013-2014 | Pro A         | 4e            | 38  | 18 | 7  | 6  | 5  | 50 | 45 | +5   | Demi-finaliste de la Ligue des champions         |
| 2012-2013 | Pro A         | 5e            | 42  | 18 | 11 | 2  | 5  | 56 | 37 | +19  | Quart de finaliste de l'ETTU Cup                 |
| 2011-2012 | Pro A         | 8e            | 30  | 18 | 3  | 6  | 9  | 40 | 58 | -18  | Finaliste de l'ETTU Cup                          |
| 2010-2011 | Pro A         | 6e            | 38  | 18 | 9  | 2  | 7  | 52 | 45 | +7   | Quart de finaliste de la Ligue des Champions     |
| 2009-2010 | Pro A         | 6e            | 36  | 18 | 6  | 6  | 6  | 48 | 52 | -4   | Reversé de LDC, Quart de finaliste de l'ETTU Cup |
| 2008-2009 | Pro A         | 3e            | 40  | 18 | 9  | 4  | 5  | 55 | 44 | +11  | 1er tour de la Ligue des Champions               |
| 2007-2008 | Pro A         | Vice-champion | 46  | 18 | 14 | 0  | 4  | 60 | 30 | +30  | VAINQUEUR DE L'ETTU CUP                          |
| 2006-2007 | Pro A         | 7e            | 34  | 18 | 5  | 6  | 7  | 49 | 51 | -2   | 1er tour de la Ligue des Champions               |
| 2005-2006 | Pro A         | Vice-champion | 40  | 18 | 9  | 4  | 5  | 57 | 42 | +15  | 1er tour de la Ligue des Champions               |
| 2004-2005 | Pro A         | 4e            | 43  | 18 | 10 | 5  | 3  | 58 | 35 | +23  | 8e de finaliste de l'ETTU Cup                    |
| 2003-2004 | Pro A         | 6e            | 18  | 12 | 3  | 0  | 9  | 22 | 33 | -11  | 2e tour de la Coupe d'Europe Nancy-Evans         |
| 2002-2003 | Superdivision | 6e            | 22  | 14 | 4  | -  | 10 | -  | -  | -    | 2e tour de la Coupe d'Europe Nancy-Evans         |
| 2001-2002 | Superdivision | 6e            | 28  | 14 | 7  | -  | 7  | -  | -  | -    | 2e tour de la Coupe d'Europe Nancy-Evans         |
| 2000-2001 | Superdivision | 6e            | 24  | 14 | 5  | -  | 9  | -  | -  | -    | -                                                |

## Palmarès
- ETTU Cup (1)
  - Vainqueur en 2008
  - Finaliste en 2012 et 2017
- Championnat de France de Première division (2)
  - Champion en 2021 et 2022
  - Vice-Champion en 2006 et 2008
  - Troisième en 2009 et 2016

## Joueurs emblématiques
- Thiago Monteiro  Brésil
- Emmanuel Lebesson  France
- Christophe Legout  France
- Benjamin Brossier  France
- Kenji Matsudaira (en)  Japon
- Panagiotis Gionis  Grèce
- Min Yang  Italie
- Jon Persson  Suède
- Jens Lundqvist (en)  Suède
- Torben Wosik  Allemagne
- Thomas Keinath  République tchèque
- Yen Chu Chan  Taïwan
- Cédric Cabestany  France
- Frédéric Sonnet  Belgique
- Mircea Nicorescu  Roumanie
- Brice Ollivier  France
- Dorian Quentel  France